# Shine (Fielfraz-album)
 Der er for få eller ingen kildehenvisninger i denne artikel, hvilket er et problem. Du kan hjælpe ved at angive troværdige kilder til de påstande, som fremføres i artiklen.

 For alternative betydninger, se Shine (flertydig). (Se også artikler, som begynder med Shine)
Shine er navnet på det fynske rockband Fielfraz' debutalbum fra 1990.

## Spor
1. "I'm So Tired Of Rock'N'Roll"
2. "Love Glove"
3. "Shine"
4. "Soul Jesus"
5. "Baby Drives You Out Of Your Mind"
6. "Train-Train"
7. "Take One Step"
8. "The Blues"
9. "This Song Is Untitled"
10. "Let Your Head Fall Down On Me"